# Acilepidopsis echitifolia
 Acilepidopsis echitifolia  (Mart. ex DC.) H.Rob., 1989 è una pianta angiosperma dicotiledone della famiglia delle Asteraceae. La specie Acilepidopsis echitifolia è anche l'unica specie del genere Acilepidopsis H.Rob., 1989.

## Etimologia
Il nome scientifico della specie è stato definito per la prima volta dai botanici Carl Friedrich Philipp von Martius (1794-1868), Augustin Pyramus de Candolle  (1778-1841) e Harold Ernest Robinson (1932-2020) nella pubblicazione " Phytologia; Designed to Expedite Botanical Publication. New York" ( Phytologia 67(4): 291) del 1989. Il nome scientifico del genere è stato definito per la prima volta nella stessa pubblicazione dal botanico contemporaneo Harold Ernest Robinson.

## Descrizione
Le specie di questa voce sono delle piante con un habitus erbaceo e con cicli biologici perenni. Sono presenti spessi rizomi, mentre il portamento è decombente. L'indumento è pubescente per peli infeltriti e punti ghiandolosi. Gli organi interni di queste piante contengono lattoni sesquiterpenici.
Le foglie lungo il caule sono disposte in modo alternato (per lo più sessili). La forma è intera e più o meno lanceolata con margini interi. La superficie delle foglie è percorsa da venature di tipo pennato. In alcune specie le foglie sono auricolate e brevemente decorrenti.
Le infiorescenze, disposte in posizione ascellare, sono formate da diversi capolini sessili raggruppati serialmente. In alcuni casi sono presenti dei capolini secondari (sinflorescenze) sottesi da brattee fogliacee. I capolini sono composti da un involucro, in genere cilindrico, formato da circa 30 brattee embricate e disposte in più serie che fanno da protezione al ricettacolo sul quale s'inseriscono i fiori tubulosi. Le brattee dell'involucro sono persistenti; hanno forme lineari-lanceolate con portamento eretto-patente e apici acuti. Il ricettacolo, a protezione della base dei fiori, è nudo, ossia privo di pagliette.
I fiori, da 8 a 13 per capolino, sono tetra-ciclici (ossia sono presenti 4 verticilli: calice – corolla – androceo – gineceo) e pentameri (ogni verticillo ha in genere 5 elementi). I fiori sono inoltre ermafroditi e actinomorfi (raramente possono essere zigomorfi).
- Formula fiorale:

*/x K {\displaystyle \infty }, [C (5), A (5)], G 2 (infero), achenio
- Calice: i sepali del calice sono ridotti ad una coroncina di squame.
- Corolla: le corolle sono formate da un tubo terminante in 5 lobi; il colore varia da lavanda a bianco; la superficie è pubescente. I lobi sono riflessi.
- Androceo: gli stami sono 5 con filamenti liberi e distinti, mentre le antere sono saldate in un manicotto (o tubo) circondante lo stilo.[11] Le antere, sagittate e sprovviste di ghiandole, possono essere caudate oppure no; le appendici apicali in genere sono glabre e indurite (sclerificate). Il polline è triporato (con tre aperture di tipo isodiametrica o poro), echinato (con punte); in alcune piante la parte più esterna dell'esina è sollevata a forma di creste e depressioni (polline "lophato").[12]
- Gineceo: lo stilo è filiforme e privo/provvisto di nodi. Gli stigmi dello stilo sono due divergenti con la superficie stigmatica posizionata internamente (vicino alla base). La pubescenza è del tipo a spazzola con peli appuntiti.[13] L'ovario è infero uniloculare formato da 2 carpelli.

I frutti sono degli acheni con pappo. Gli acheni, a forma oblunga-ovoide, e con 10 coste hanno la superficie glabra, sericea o con ghiandole. All'interno si può trovare del tessuto di tipo idioblasto (i rafidi e il tessuto tipo fitomelanina non sono presenti). Il pappo, pluriseriato, è formato da setole capillari.

## Biologia
- Impollinazione: l'impollinazione avviene tramite insetti (impollinazione entomogama tramite farfalle diurne e notturne).
- Riproduzione: la fecondazione avviene fondamentalmente tramite l'impollinazione dei fiori (vedi sopra).
- Dispersione: i semi (gli acheni) cadendo a terra sono successivamente dispersi soprattutto da insetti tipo formiche (disseminazione mirmecoria). In questo tipo di piante avviene anche un altro tipo di dispersione: zoocoria. Infatti gli uncini delle brattee dell'involucro si agganciano ai peli degli animali di passaggio disperdendo così anche su lunghe distanze i semi della pianta.

## Distribuzione e habitat
Le specie di questo gruppo sono distribuite solamente nell'America meridionale (Brasile, Argentina e Bolivia) e prediligono habitat più o meno subtropicali.

## Tassonomia
La famiglia di appartenenza di questa voce (Asteraceae o Compositae, nomen conservandum) probabilmente originaria del Sud America, è la più numerosa del mondo vegetale, comprende oltre 23.000 specie distribuite su 1.535 generi, oppure 22.750 specie e 1.530 generi secondo altre fonti (una delle checklist più aggiornata elenca fino a 1.679 generi). La famiglia attualmente (2021) è divisa in 16 sottofamiglie.

### Filogenesi
Le specie di questo gruppo appartengono alla sottotribù Lychnophorinae descritta all'interno della tribù Vernonieae Cass. della sottofamiglia Vernonioideae Lindl.. Questa classificazione è stata ottenuta ultimamente con le analisi del DNA delle varie specie del gruppo. Da un punto di vista filogenetico in base alle ultime analisi sul DNA la tribù Vernonieae è risultata divisa in due grandi cladi: Muovo Mondo e Vecchio Mondo. I generi di Mesanthophorinae appartengono al clade relativo all'America.
In precedenza la tribù Vernonieae, e quindi la sottotribù (Mesanthophorinae) di questo genere, era descritta all'interno della sottofamiglia Cichorioideae. In particolare tutti i generi della sottotribù in passato erano descritti all'interno della sottotribù Erlangeinae.
I caratteri distintivi per le specie di questo genere ( Acilepidopsis ) sono:
- il portamento delle piante alla base è decombente;
- tutte le varie parti della pianta sono ricoperte di punti ghiandolosi (giallastri o rossicci);
- le appendici apicali delle code delle antere sono sclerificate.

Il numero cromosomico delle specie di questo genere è: 2n = 72.

### Sinonimi
Sono elencati alcuni sinonimi per questa entità:
- Cacalia ararana (Gardner) Kuntze
- Cacalia echitifolia  (Mart. ex DC.) Kuntze
- Cacalia hieronymi  Kuntze
- Vernonia ararana  Gardner
- Vernonia echitifolia  Mart. ex DC.